# Orkan Sochaczew
 (août 2024).
Maillots
Le Orkan Sochaczew est un club polonais de rugby à XV basé dans la ville de Sochaczew. 
Le club joue en Ekstraliga lors de la saison 2024-2025 et en est le champion en titre.

## Histoire
Le club omnisports est l'un des plus anciens clubs sportifs de Pologne, fondé le 8 décembre 1924 en tant que section de football du TUR. Le nom Orkan a été attribué en 1932. Pendant de nombreuses années, des sections de volley-ball, de tennis de table, d'athlétisme, de handball et de football ont été actives ; la section rugby à XV a été mise en place en 1971.

## Palmarès
- Championnat de Pologne :
  -  Champion (2) : 2022, 2024.
  -  Troisième (4) : 1984, 2010, 2021, 2023.